# Planétologie
La planétologie est la science qui étudie les planètes et les autres objets célestes condensés à l'exception des étoiles, comme les planètes naines, les astéroïdes, les comètes et les satellites, voire les poussières interplanétaires et les naines brunes.
La recherche combine les observations faites depuis le sol ou l'espace à l'aide de télescopes ou d'autres appareils comme les magnétomètres, celles effectuées sur place ou à proximité par des sondes spatiales (dont des orbiteurs et des atterrisseurs), l'analyse d'échantillons sur place (par des dispositifs à bord de certains atterrisseurs) ou dans les laboratoires terrestres (météorites et échantillons rapportés par certaines sondes spatiales) ainsi que des travaux expérimentaux et théoriques. La planétologie partage beaucoup de sujets d'intérêt et d'outils méthodologiques avec les sciences de la Terre et l'astronomie.

## Sous-disciplines
| Corps   | Discipline   |
| ------- | ------------ |
| Mercure | Herméologie  |
| Vénus   | Cythérologie |
| Terre   | Géologie     |
| Lune    | Sélénologie  |
| Mars    | Aréologie    |
| Jupiter | Zénologie    |
| Saturne | Kronologie   |
| Uranus  | Ouranologie  |
| Neptune | Poséidologie |
| Pluton  | Hadéologie   |

Au sein de la planétologie on peut distinguer diverses sous-disciplines en fonction de leur méthodologie (géologie planétaire, cosmochimie, magnétohydrodynamique, etc.), ou en fonction de l'objet céleste étudié, comme l'indique le tableau ci-contre.
Il existe aussi de nombreuses études de planétologie comparée, dont l'objet est de comparer diverses caractéristiques des objets condensés afin d'en comprendre les différences en termes d'histoire (origine des matériaux, influences gravitationnelles et impacts cosmiques, différenciation et dégazage, tectonique et géodynamique), et aussi de mieux comprendre les mécanismes qui ont façonné la Terre.

## Histoire
Le géologue Eugene Shoemaker est l'un des fondateurs de la planétologie, à partir des années 1960.
Longtemps la planétologie est restée confinée à l'étude du Système solaire, seul système planétaire connu jusqu'en 1995. Avec la découverte de la première planète extrasolaire « ordinaire » en 1995 par Didier Queloz et Michel Mayor autour de l'étoile 51 Pegasi, la planétologie a connu un essor et une diversification considérables, les nouveaux systèmes planétaires découverts différant radicalement du Système solaire. Comme la planétologie traditionnelle, l'exoplanétologie (en) (l'étude des exoplanètes) s'intéresse à des objets particuliers mais vise aussi à les comparer, à les classer et à en déterminer les conditions de formation, voire l'habitabilité.